# フョードル1世
フョードル1世（Фё́дор I Иванович / Feodor I Ivanovich,1557年5月31日 - 1598年1月6日）は、モスクワ・ロシアのツァーリ（在位：1584年 - 1598年）で、モスクワのリューリク朝最後の君主。イヴァン4世の三男、母はザハーリン家出身のアナスタシア・ロマノヴナ。
至福者の称号で正教会で列聖され、聖人となっている。記憶日は1月20日（1月7日）。

## 生涯

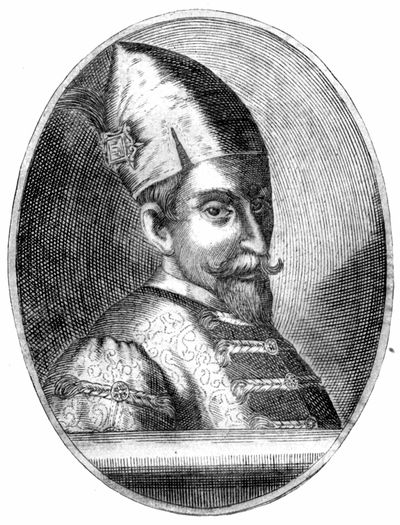
フョードル1世

### 即位以前
1557年、イヴァン4世が26歳のときに生まれた。幼くして母と死別、また生まれつき病弱で軽度の知的障害があった。
1580年、当時イヴァン4世の信頼を得ていたタタールの貴族ボリス・ゴドゥノフの妹イリナ・ゴドゥノヴァを妻に迎える。
翌1581年に兄イヴァンが父イヴァン4世に誤って殺害されると、思いがけず後継者の地位につけられる。

### 即位とその治世

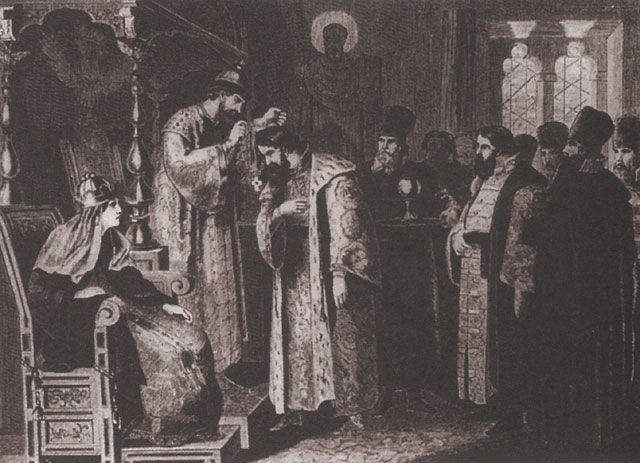
フョードル1世とボリス・ゴドゥノフ。その治世はボリスが全権を握っていた。

1584年にイヴァン4世が死ぬと、フョードル1世として即位した。ドン川沿いのムラフスキー道を北上して攻撃してくるクリミア軍やノガイ・オルダ軍に対する防衛力を強化するために、1585年頃にドン川の支流ヴォロネジ川右岸のヴォロネジに木造の要塞（クレムリ）を建設することを命じた。
イヴァン4世は遺言書で5人の重臣を摂政に指名していたが、この摂政団は熾烈な権力闘争を展開した。皇帝の義兄ボリスは、1588年までに大貴族イヴァン・シュイスキーやヴァシーリー・シュイスキーなどを失脚させて政治の全権を握った。摂政ボリスは事実上のツァーリとして権勢を振るい、外国使節はツァーリの宮廷に伺候したあと、必ずボリスの居所を訪れたという。また、ボリスはフョードルをポーランドの国王選挙に出馬させようとしたこともあったが、この計画はうまくいかなかった。

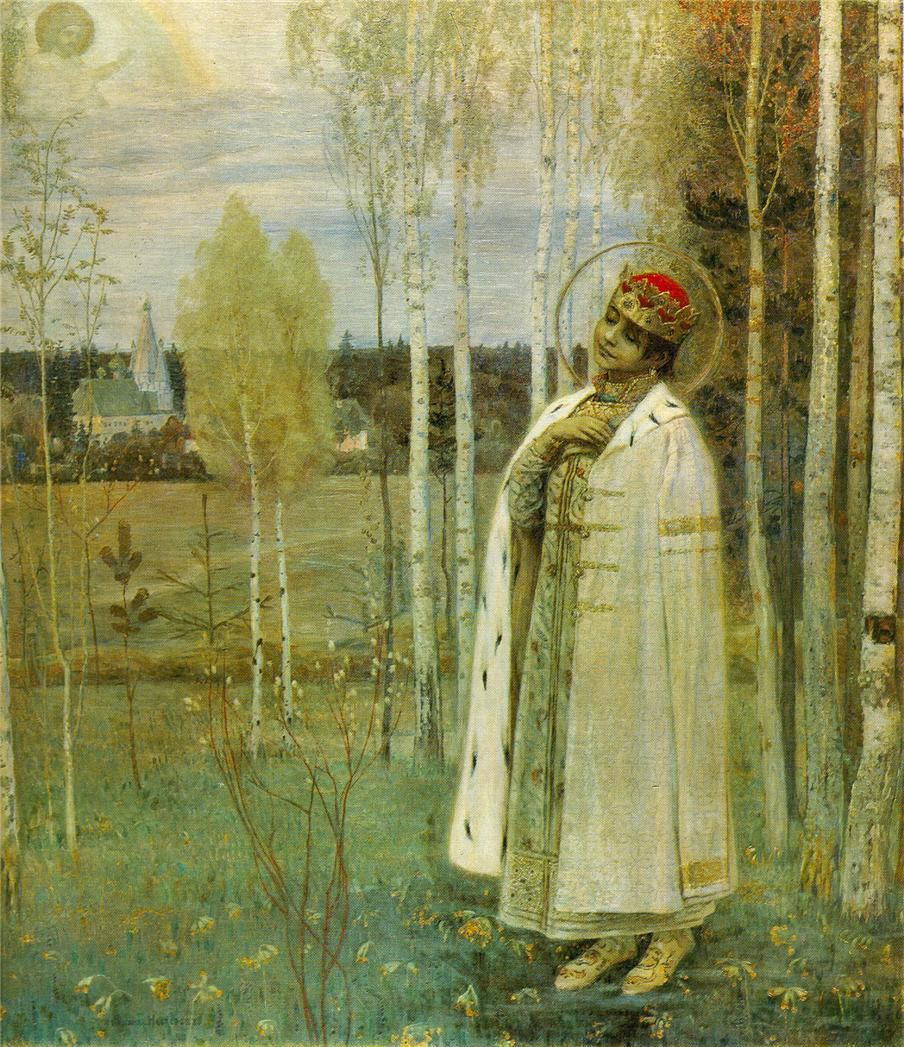
ドミトリー

一方、フョードルは日々の生活を皇妃らとの娯楽やボクシング、祈りの時間にあて、政治には関わらなかった。
フョードルとイリナの間には子に恵まれず、唯一の子である娘フェオドーシヤも2歳で夭折した。後継者としては、フョードルとは25歳年下の異母弟であり、イヴァン4世が7度目の結婚でもうけた息子ドミトリーが挙がった。ただし教会法は、生涯に3度以上の結婚を私通とみなすため、この異母弟は非嫡出子扱いで正式な後継者とはみなされなかった。ドミトリーは1591年、8歳6ヶ月の時にウグリチの自邸で喉を切られて死んでいるのが発見され、ボリスの摂政政府は死因調査の結果事故死と発表したが、帝位を狙う彼による暗殺が噂された。

### 死とリューリク朝の断絶

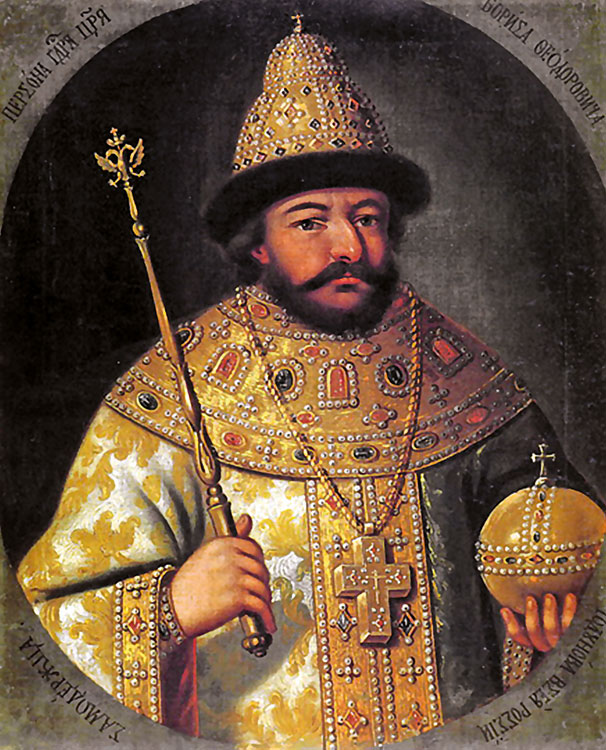
ボリス・ゴドゥノフ

結局、後継者たる男子のないまま、フョードル1世は1598年の年明けに崩御した。彼の死をもってリューリクの直系子孫は途絶え、リューリク朝は断絶した。また後継者の指名もしていなかったため、全国会議が摂政ボリスをツァーリに選出した。
その後、ボリスをはじめとする短命な統治者が次々と現れては消えてゆく、いわゆる動乱時代に突入し、1610年以降はツァーリが不在という事態にも陥った。1613年にフョードル1世の従甥であり、母アナスタシア・ロマノヴナの家系であるロマノフ家出身のミハイル・ロマノフがツァーリとなり、動乱時代は終結した。

## 人物

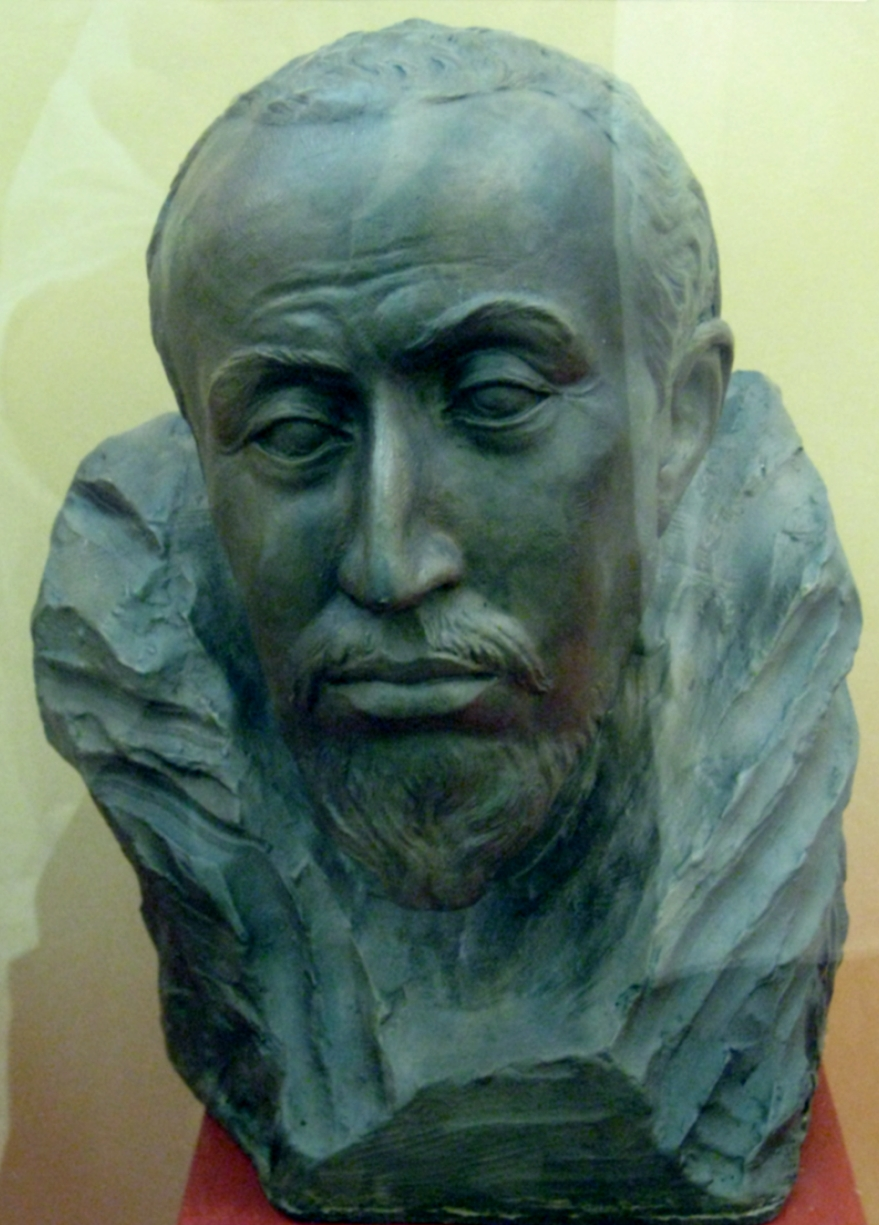
フョードル1世の胸像

- 「フョードルは極めて単純な人物であり、鐘を鳴らしたり、教会に行ったりする事で時間の大半を費やしていた」と同時代人に酷評された。
- 正教会関係者からは、ツァーリでありながら祈りに熱心であった姿勢が評価されており[2]（「佯狂者」とも呼ばれていたというが、「佯狂者」は蔑称ではなく正教会の聖人の称号である）、現代の正教会でも聖人と位置付けられている[1]。
- 「おまえは皇帝になるより、教会の鐘つきになれ」（イヴァン4世）
- 「小柄でやせており、気が弱かった。大公というより無学な修道僧のようだった」（外国の使節の証言）